# Гошев Євген Миколайович
Євген Миколайович Гошев (рос. Евгений Николаевич Гошев, нар. 17 червня 1997, Нижньовартовськ, Росія) — російський футболіст, воротар клубу «Оренбург».

## Ігрова кар'єра

### Клубна
Євген Гошев вихованець воронезького футболу. У 2015 році він приєднався до клубу «Ростов». Але за три роки в першій команді Гошев не провів жодного матчу, переважно виступаючи за молодіжний склад.
Влітку 2018 року воротар перейшов до ярославського «Шинника». У складі команди він зіграв шість матчів у турнірі ФНЛ. Перед початком сезону 2020/21 Гошев підписав контракт з клубом «Оренбург», з яким пограв у ФНЛ та РПЛ.

### Збірна
У 2017 році Євген Гошев зіграв одну гру у складі молодіжної збірної Росії.

## Досягнення
Оренбург
- Срібний призер ФНЛ: 2020/21
- Бронзовий призер ФНЛ: 2021/22